# Tetragnatha zhaoya
Tetragnatha zhaoya är en spindelart som beskrevs av Zhu, Song och Zhang 2003. Tetragnatha zhaoya ingår i släktet sträckkäkspindlar, och familjen käkspindlar. Inga underarter finns listade i Catalogue of Life.